# Ödön von Horváth

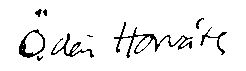
La firma autografa

Ödön von Horváth, nato Edmund Josef (Fiume, 9 dicembre 1901 – Parigi, 1º giugno 1938), è stato un drammaturgo e scrittore austriaco.

## Biografia
Horváth nacque a Sussak (nell’attuale Croazia, quale quartiere di Fiume, allora Impero austro-ungarico, poi Italia), figlio maggiore di Edmund (Ödön) Horváth, un diplomatico ungherese, e di Maria Hermine Prehnal.
Dal 1908 frequentò la scuola elementare a Budapest, dove si era trasferita la sua famiglia nel 1902 ed in cui nello stesso anno era nato suo fratello minore, Lajos, e più tardi il Rákóczianum (il collegio arcivescovile). Nell'autunno 1909 a suo padre fu assegnato un titolo nobiliare e trasferito a Monaco di Baviera, nell’Impero germanico, raggiunto dal figlio solo nel 1913 ed imparando in quella sede il tedesco.
Si trasferì in seguito con i suoi genitori a Presburgo (Bratislava), nell’attuale Slovacchia, poi raggiunse gli zii materni a Vienna, in Austria, dove nel 1919 conseguì l'esame di maturità al Kaiser-Wilhelm-Gymnasium, un liceo privato.
Dopo aver studiato Teatro all'Università di Monaco di Baviera, si trasferì a Berlino, capitale germanica, nel 1924, dove visse il frizzante clima culturale della Repubblica di Weimar continuando a scrivere poesie, cosa che aveva già iniziato a fare nel 1920.
Nel 1922 Buch der Tanze è messo in scena e pubblicato a Monaco con una tiratura di 500 copie, ma la sua attività letteraria vera e propria comincia però nel 1930, con il suo romanzo Der ewige Spießer ('Il piccolo borghese'; "Spießer" era il suo modo dispregiativo di definire i borghesi) e l'anno dopo inizia il suo successo teatrale.
Nel 1931, fu insignito del Premio Kleist, molto prestigioso tra i drammaturghi, su proposta di Carl Zuckmayer. Fino al giorno della sua morte, scrisse varie opere teatrali, muovendosi continuamente di città in città, fino a quando, nel 1938, quando Hitler ordinò l'Anschluss dell'Austria, lo scrittore fuggì prima in Svizzera, quindi in Francia, a Parigi, dove morì prematuramente, schiacciato dal ramo di un albero colpito da un fulmine durante un violento temporale.

## Opere

### Teatrali
Nel '24 cominciò con Buch der Tänze a produrre opere teatrali, ma fu nel 1931 che raggiunse la fama con titoli come Notte all'italiana, punto di inizio della sua attività antinazista, l'anno seguente fu la volta della commedia popolare Storie del bosco viennese (Geschichten aus dem Wiener Wald), e nel 1932 Kasimir e Karoline. E via via negli anni: La sconosciuta della Senna (Die Unbekannte aus der Seine, 1933), Hin und her (1934). Nel solo anno 1936 scrisse varie opere: Mit den Kopf durch die Wand, Figaro divorzia (Figaro lässt sich scheiden, pubblicata a Praga nel 1937), Don Giovanni torna alla guerra (Don Juan kommt aus dem Krieg). Nel 1937, un anno prima della sua morte, pubblica Fede, speranza, carità (Glaube, Liebe, Hoffnung) a Vienna e a Mährisch-Ostrau Il giorno del Giudizio (Der jüngste Tag).

### Romanzi
Horváth scrisse in tutto quattro romanzi: Sechsunddreißig Stunden (1929), Das ewige Spießer, del 1930, Gioventù senza Dio (Jugend ohne Gott), del 1937, Ein Kind unserer Zeit (1937).